# 止々呂美
止々呂美（とどろみ）は、大阪府箕面市北部の地名。かつての大阪府豊能郡止々呂美村。

## 概要
現在の箕面市北部に当たる。箕面有料道路（箕面グリーンロード）の北側出口がこの地区にあり、新名神高速道路の「箕面とどろみインターチェンジ」が設置されている。また、国道423号中止々呂美交差点から下止々呂美と箕面森町の境を市道止々呂美東西線が通り、豊能町東ときわ台、国道477号へと通じている。現在水と緑の健康都市（箕面森町）が建設中であり、2007年（平成19年）10月6日に街びらきを行った。
箕面市街地〜止々呂美地区への行き来は、自動車や125cc超えの自動二輪車で移動する場合は箕面有料道路を通行できるので箕面市内での移動が可能であるが、125cc以下の小型自動二輪車や原動機付自転車で移動する場合は箕面有料道路は通行禁止であり、加えて箕面山中の箕面ドライブウェイおよび箕面川ダム〜エキスポ'90みのお記念の森、止々呂美林道へ抜ける道も全ての自動二輪車は終日通行禁止で、更に止々呂美林道は沢山の木々が倒れて道路が整備されておらず通行止め状態となっており、また箕面有料道路が開通したこともあり、自動車,自動二輪車の通行不可となっているため、同じ箕面市内でありながらも一旦池田市へ迂回し、池田市街地および木部町,伏尾町を経由して向かう必要がある。

### 現在の住所名
- 上止々呂美（かみとどろみ）郵便番号563-0251。
- 下止々呂美（しもとどろみ）郵便番号563-0252。
- 森町西（しんまちにし）郵便番号563-0255。
- 森町北（しんまちきた）郵便番号563-0256。
- 森町中（しんまちなか）郵便番号563-0257。
- 森町南（しんまちみなみ）郵便番号563-0258。

## 沿革
- 1889年（明治22年）4月1日：町村制施行により、豊島郡上止々呂美村、下止々呂美村が合併して、豊島郡止々呂美村が発足。
- 1896年（明治29年）4月1日：郡の統合により豊能郡が成立。
- 1948年（昭和23年）8月1日：箕面町、萱野村と合併して箕面町となる。
- 1956年（昭和31年）12月1日：箕面町が豊川村を編入・市制施行して箕面市となる。

## 周辺
- 鉢伏山